# Bananenmassaker

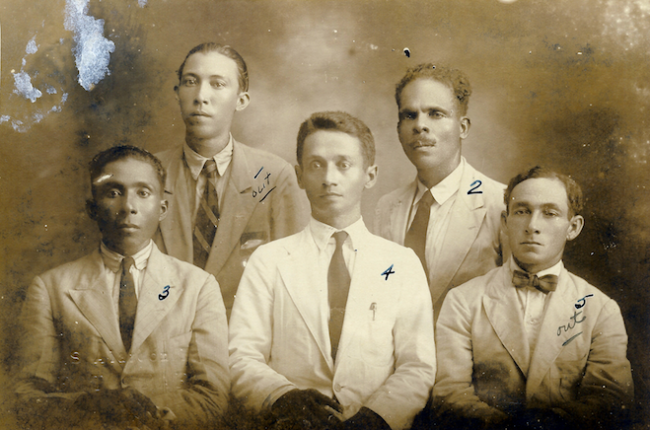
Führer des Arbeiterstreiks, der das Bananenmassaker auslöste. Von links nach rechts: Pedro M. del Río, Bernardino Guerrero, Raúl Eduardo Mahecha, Nicanor Serrano und Erasmo Coronell. Das Foto wurde aus dem Archiv der United Fruit Company in Panama geborgen.

Das Bananenmassaker (spanisch: Masacre de las bananeras) ereignete sich vom 5. bis 6. Dezember 1928 in der Stadt Ciénaga nahe Santa Marta, Kolumbien. Es handelte sich um ein Massaker an Arbeitern der United Fruit Company, die am 12. November 1928 einen Streik begonnen hatten, um für bessere Arbeitsbedingungen zu kämpfen. Obwohl sich das Unternehmen weigerte, mit den Arbeitern zu verhandeln, wurden die Streikenden von der konservativen Regierung unter Miguel Abadía Méndez mit der kolumbianischen Armee konfrontiert. Das führte schließlich zum Tod von mindestens 47 und möglicherweise bis zu 2.000 Menschen. US-Beamte und United-Fruit-Vertreter bezeichneten den Streik als „kommunistisch“ und „subversiv“ und zwangen die kolumbianische Regierung, im Interesse des Unternehmens zu handeln. Der Literaturnobelpreisträger Gabriel García Márquez verarbeitete das Bananenmassaker in seinem Roman Hundert Jahre Einsamkeit, wo er von 3000 Toten spricht, während die tatsächliche Zahl der Opfer unbekannt bleibt.

## Streik
Am 12. November 1928 traten die Arbeiter der Bananenplantagen in Kolumbien in den Streik und stellten neun Forderungen an die United Fruit Company. Diese Forderungen beinhalteten die Beendigung der Praxis der Einstellung durch Subunternehmer, die Einführung einer obligatorischen Kollektivversicherung, Entschädigung für Arbeitsunfälle, hygienische Schlafsäle und 6-Tage-Arbeitswochen, eine Erhöhung des Tageslohns für Arbeitnehmer, die weniger als 100 Pesos pro Monat verdienten, die Umstellung auf Wochenlohn, die Abschaffung von Bürogeschäften und die Zahlung in Geld anstatt von Gutscheinen sowie die Verbesserung der Krankenhausdienstleistungen. Der Streik wurde zur größten Arbeiterbewegung, die das Land bis dahin erlebt hatte. Er wurde von radikalen Mitgliedern der Liberalen Partei sowie Mitgliedern der Sozialistischen und Kommunistischen Parteien unterstützt. Die Arbeiter forderten, als Angestellte anerkannt zu werden und dass der kolumbianische Rechtsrahmen der 1920er Jahre umgesetzt wird.

## Massaker
Die Regierung entsandte ein Armeeregiment aus Bogotá, um sich mit den Streikenden auseinanderzusetzen, da sie sie als subversiv ansah. Es war unklar, ob die Truppen auf Geheiß der United Fruit Company handelten.
Dreihundert Soldaten wurden von Antioquia nach Magdalena geschickt. Es wurden keine Soldaten aus Magdalena beteiligt, da der von der Armee ernannte Militärchef der Bananenzone, General Cortes Vargas, nicht glaubte, dass sie in der Lage wären, wirksame Maßnahmen zu ergreifen, da sie mit den Plantagenarbeitern in Verbindung stehen könnten.
Die Truppen positionierten ihre Maschinengewehre auf den Dächern niedriger Gebäude an den Ecken des Hauptplatzes und sperrten die Zufahrtsstraßen ab. Nach einer fünfminütigen Warnung, dass die Menschen gehen sollten, eröffneten sie das Feuer auf eine dichte Menschenmenge von Arbeitern und ihren Familien, einschließlich Kindern, die sich nach der Sonntagsmesse versammelt hatten, um auf eine erwartete Ansprache des Gouverneurs zu warten.

## Anzahl der Toten
Während des Massakers übernahm General Cortés Vargas die Verantwortung für 47 Opfer, obwohl die genaue Zahl nie bestätigt wurde. Herrera Soto, Co-Autor einer umfassenden und detaillierten Studie über den Streik von 1928, hat verschiedene Schätzungen von Zeitgenossen und Historikern zusammengetragen, die von 47 bis zu 2.000 Opfern reichen. Kongressabgeordneter Jorge Eliécer Gaitán behauptete, dass die getöteten Streikenden ins Meer geworfen wurden, während andere Quellen behaupten, dass die Leichen in Massengräbern begraben wurden.
Unter den Überlebenden befand sich Luis Vicente Gámez, der sich drei Tage lang unter einer Brücke versteckte und später eine berühmte lokale Persönlichkeit wurde. Jedes Jahr nach dem Massaker hielt er über das Radio einen Gedenkgottesdienst.
Die Presse berichtete unterschiedlich über die Todesfälle und die Ereignisse in dieser Nacht. Es gibt keine vereinbarte Geschichte, sondern verschiedene Versionen, je nachdem, aus welcher Quelle sie stammen. Die amerikanische Presse lieferte voreingenommene Informationen über den Streik, während auch die kolumbianische Presse je nach politischer Ausrichtung unterschiedliche Ansichten vertrat. Obwohl die in Bogotá ansässige Zeitung El Tiempo erklärte, dass die Arbeiter im Recht waren, ihre Bedingungen zu verbessern, war die Zeitung aufgrund ihrer politischen Konservatismus nicht einverstanden mit dem Streik.

## Folgen
Guerilla-Bewegungen in Kolumbien wie die Revolutionären Streitkräfte Kolumbiens (FARC) argumentierten, dass der Kommunismus in Kolumbien durch brutale Gräueltaten wie dieses Massaker hervorgerufen wurde und bezeichneten es als staatlichen Terrorismus.
Laut einigen Quellen gibt es mögliche Verbindungen zwischen diesem Massaker und den Gräueltaten, die von Chiquita Brands in Kolumbien begangen wurden. Chiquita gab zu, 1,7 Millionen Dollar an die paramilitärische Gruppe AUC (Vereinigte Selbstverteidigungskräfte Kolumbiens) gezahlt zu haben, die Hunderte von kolumbianischen Bürgern getötet hat. Das Unternehmen hat damit den Krieg der terroristischen Gruppe finanziert. Chiquita behauptete, dass sie erpresst wurden und die Zahlungen geleistet wurden, um ihre Arbeiter vor den Paramilitärs zu schützen. Viele Menschen erheben jedoch Einwände gegen diese Aussage. Im Dokumentarfilm Banana Land berichten kolumbianische Bananenarbeiter, wie sie sich von multinationalen Unternehmen wie Chiquita und ihrer Zusammenarbeit mit den Paramilitärs terrorisiert fühlen. Sie behaupten sogar, dass Menschen, die sich darüber beschweren, von der AUC bedroht werden.

## In der Populärkultur
Gabriel García Márquez präsentiert in seinem Roman Hundert Jahre Einsamkeit eine fiktive Version des Massakers, ähnlich wie Álvaro Cepeda Samudio in seinem Werk La Casa Grande. Obwohl García Márquez die Anzahl der Toten auf etwa dreitausend schätzt, ist die tatsächliche Zahl der getöteten Arbeiter unbekannt.
Das Ereignis inspirierte auch den Song des italienischen Singer-Songwriters Francesco De Gregori, der 1976 auf seinem Album Bufalo Bill veröffentlicht wurde. Bevor die Soldaten auf die verängstigte und betende Menge schossen, stellte nur Ninetto scemo, ein einfältiges Kind, aufgrund seiner Unschuld die Frage: „Wer sind diejenigen, die euch geschickt haben?“ Der Soldat antwortete, dass die Identität derer, die ihn geschickt hatten, keine Rolle spiele, da sie eine Sprache sprechen, die weit weg von hier gesprochen wird.